# Filthy Notes for Frozen Hearts
Filthy Notes for Frozen Hearts è il settimo in studio registrato dalla band tedesca gothic metal Lacrimas Profundere e uscito nel 2006.

## Tracce
1. My Velvet Little Darkness – 3:29
2. Again It's Over – 3:18
3. Not To Say – 3:11
4. No Dear Hearts – 3:14
5. Short Glance – 3:45
6. Filthy Notes – 3:18
7. Sweet Caroline – 3:00
8. An Irresistible Fault – 3:31
9. To Love Her on Knees – 2:56
10. Sad Theme for a Marriage – 3:33
11. Should – 3:36
12. My Mescaline – 6:13
13. Shiver (Bonus Track) – 4:18

## Formazione
- Christopher Schmid - voce
- Oliver Nikolas Schmid - chitarra
- Christian Freitsmiedl - chitarra
- Daniel Lechner - basso
- Christian Steiner - tastiere
- Wilhelm Wurm - batteria